# Груша 'Башкирская Осенняя'
Груша 'Башкирская Осенняя' — раннеосенний сорт груши.

## Происхождение
Выведен в Башкирском научно-исследовательском институте сельского хозяйства в 1990 году от скрещивания сортов Поля и Бергамот летний селекционерами Р. И. Болотиной, Г. А. Мансуровым, Х. Н. Фазлиахметовым. Районирован в Уральском регионе.

## Распространение
Сорт районирован в республиках Башкортостан, Татарстан, Удмуртия, Челябинской, Вологодской, Кировской областях.

## Характеристика сорта
Дерево среднего роста с округло-пирамидальной, сжатой формой средней густоты. Ветви отходят под углом, близким к 90 градусов. Кора на штамбе и основных сучьях шелушащаяся, серого цвета. Самобесплодный сорт, лучшие сорта опылители — груши сортов Башкирская летняя, Северянка. Вступает в плодоношение на 6 год. Урожаи высокие и регулярные (120—230 ц/га).
Побеги коричневые, прямые, длинные, толстые, без опушения. Цветки средние, белого цвета, ароматные, глубокочашевидные.
Плоды ниже среднего размера весом 80-92 гр, удлиненно-грушевидные, одномерные. Окраска плодов темно-красная с румянцем по меньшей части плода. Плодоножка средней длины, прямая, косопоставленная.
Мякоть плодов белая, средней плотности, нежная, мелкозернистая, с пряностью, сладковато-кислого вкуса с ароматом.
Химический состав плодов: сухих веществ — 20,1 %, сахаров — 7,2 %, титруемых кислот — 0,52 %, аскорбиновой кислоты — 7,1 мг/100 г.
Созревание происходит в конце августа — 1 декада сентября, плоды могут храниться в течение 40 дней.
К достоинствам сорта относится высокозимостойкость, засухоустойчивость, устойчивость к парше.